# Metin Kaçan
Metin Kaçan (n. 15 noiembrie 1961, Kayseri, Turcia - d. 6 ianuarie 2013) a fost un scriitor turc, cunoscut pentru romanele sale: Ağır Roman (Strada holera) și Fındık Sekiz.
1. 1 2  Autoritatea BnF, accesat în 10 octombrie 2015